# Le Pont-de-Beauvoisin
 (février 2024).
Si vous disposez d'ouvrages ou d'articles de référence ou si vous connaissez des sites web de qualité traitant du thème abordé ici, merci de compléter l'article en donnant les références utiles à sa vérifiabilité et en les liant à la section « Notes et références ».
Le Pont-de-Beauvoisin est un village de France partagé entre deux communes homonymes : Le Pont-de-Beauvoisin en Isère et Le Pont-de-Beauvoisin en Savoie. Le Guiers qui traverse le village et sur lequel s'appuie la limite départementale actuelle constitue l'ancienne frontière entre le duché de Savoie du royaume de Sardaigne et la province du Dauphiné de la Couronne de France. La situation est similaire à Saint-Pierre-d'Entremont (Isère/Savoie), à Seyssel (Ain/Haute-Savoie) ou encore à Saint-Gingolph (France/Suisse).

## Toponymie
- Si vous ne connaissez pas le sujet, laissez ce bandeau (vous pouvez alors contacter les auteurs).
- Si vous supprimez le contenu mis en cause (vous pouvez préalablement contacter les auteurs),

argumentez précisément cette suppression dans la page de discussion
(un manque de référence n'est pas un argument ; une recherche réelle de référence doit avoir été effectuée, être formellement documentée).
Localement, on va « au » Pont quand on se rend en Savoie et « à » Pont quand on se rend en Isère ; cette appellation pratique, purement locale, permet de distinguer les deux communes. Les panneaux routiers sont la preuve matérielle de la différence d'appellation.

## Histoire
Historiquement, la frontière entre le comté de Savoie et la province française du Dauphiné est fixée sur le Guiers par le traité traité de Paris de 1355, divisant ainsi le village en deux entités administratives. La situation est similaire à Saint-Pierre-d'Entremont et aux Échelles/Entre-deux-Guiers eux aussi situés sur le Guiers et dans un contexte plus régional à Seyssel situé sur le Rhône.

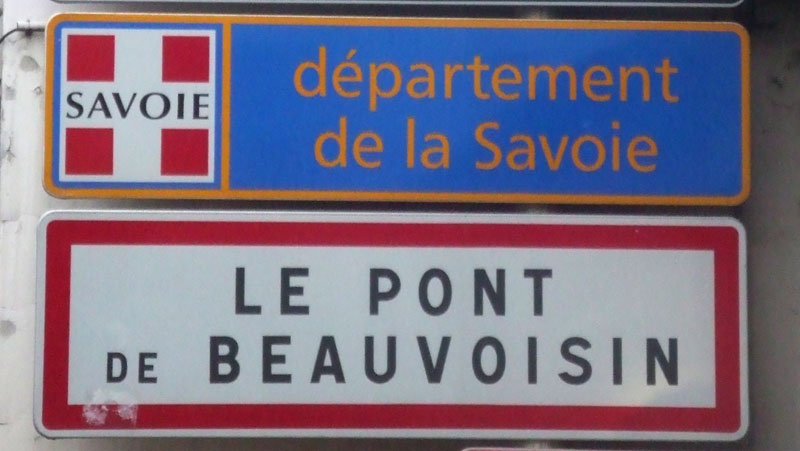
Le panneau routier de la Savoie sur le pont du Guiers.
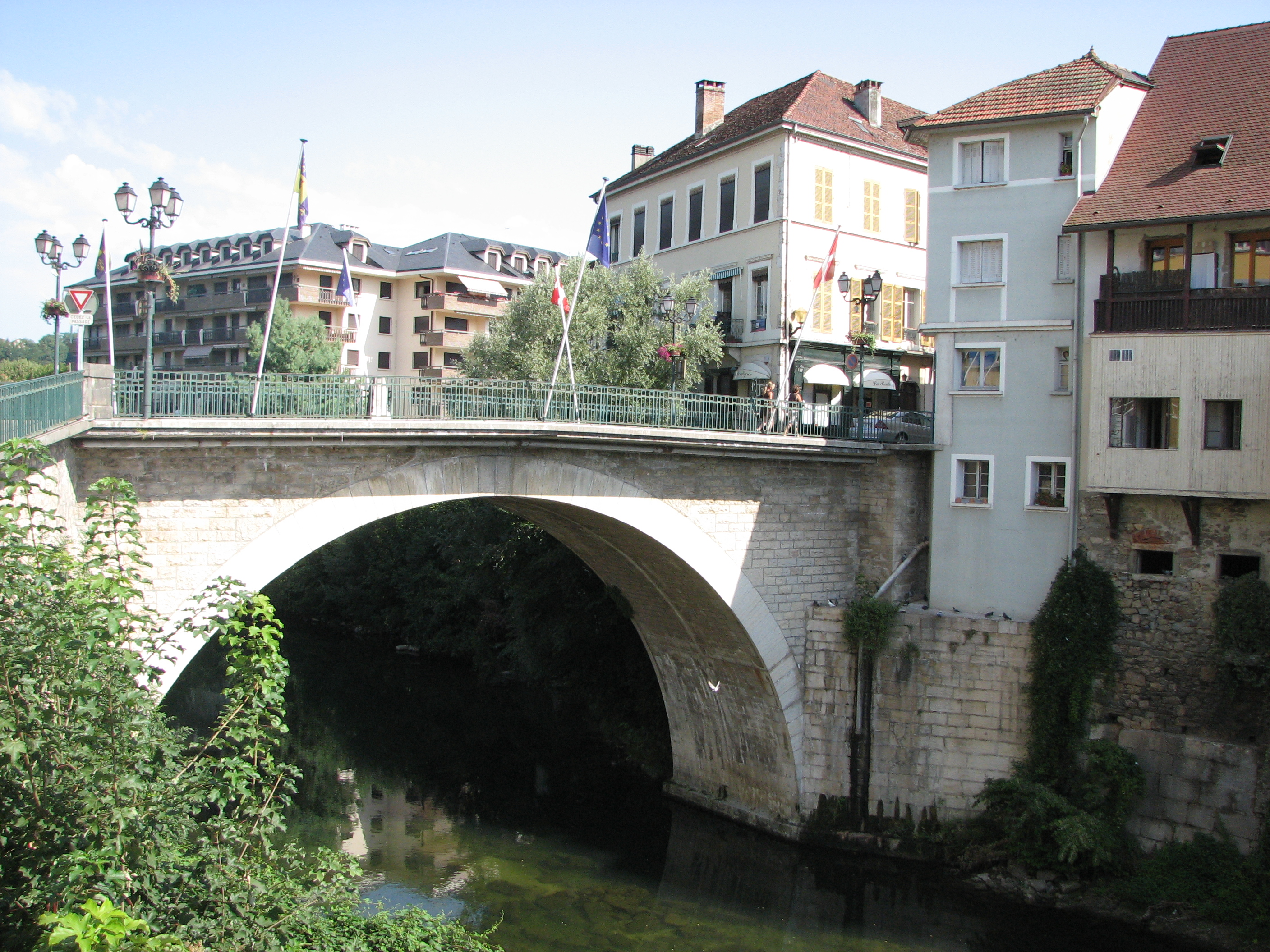
Le pont sur le Guiers depuis la rive dauphinoise
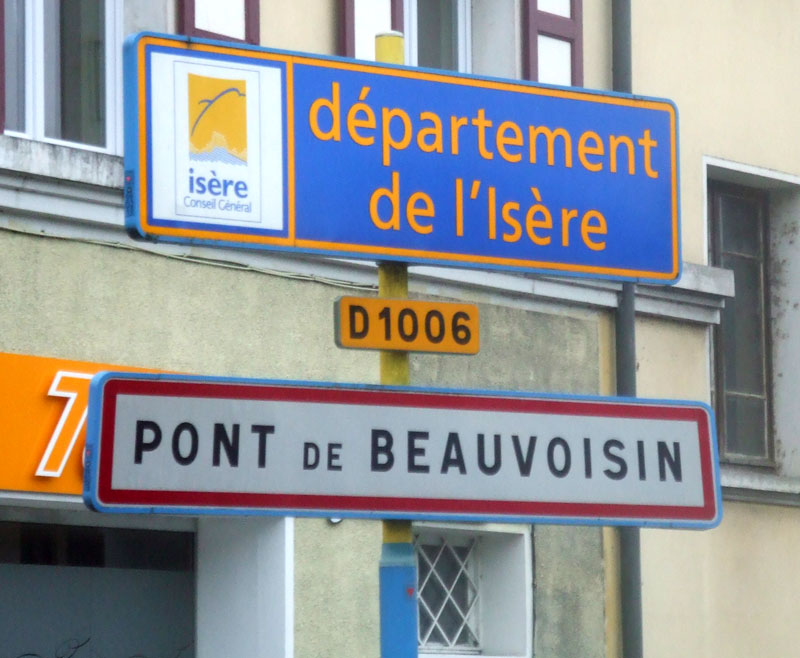
Le panneau routier de l'Isère sur le pont du Guiers.

## Pont sur le Guiers
Les deux localités doivent leur nom au pont François Ier, qui franchit la rivière le Guiers, qui sépare donc les deux communes.
Ce pont, initialement en bois, fait l'objet d'un projet en pierre, datant de 1543, établi sous le roi François Ier (d'où son nom) mais il n'est réalisé qu'en 1583, après sa mort. En dos d'âne, il est reconstruit avec un tablier plat pour permettre le passage des carrosses. Détruit en 1940 pour s'opposer au passage des troupes d'occupation, il est reconstruit avec des méthodes modernes (longerons métalliques) et recouvert d'une partie des pierres initiales.
Le reste des pierres est encore visible dans le cours d'eau, depuis le pont.

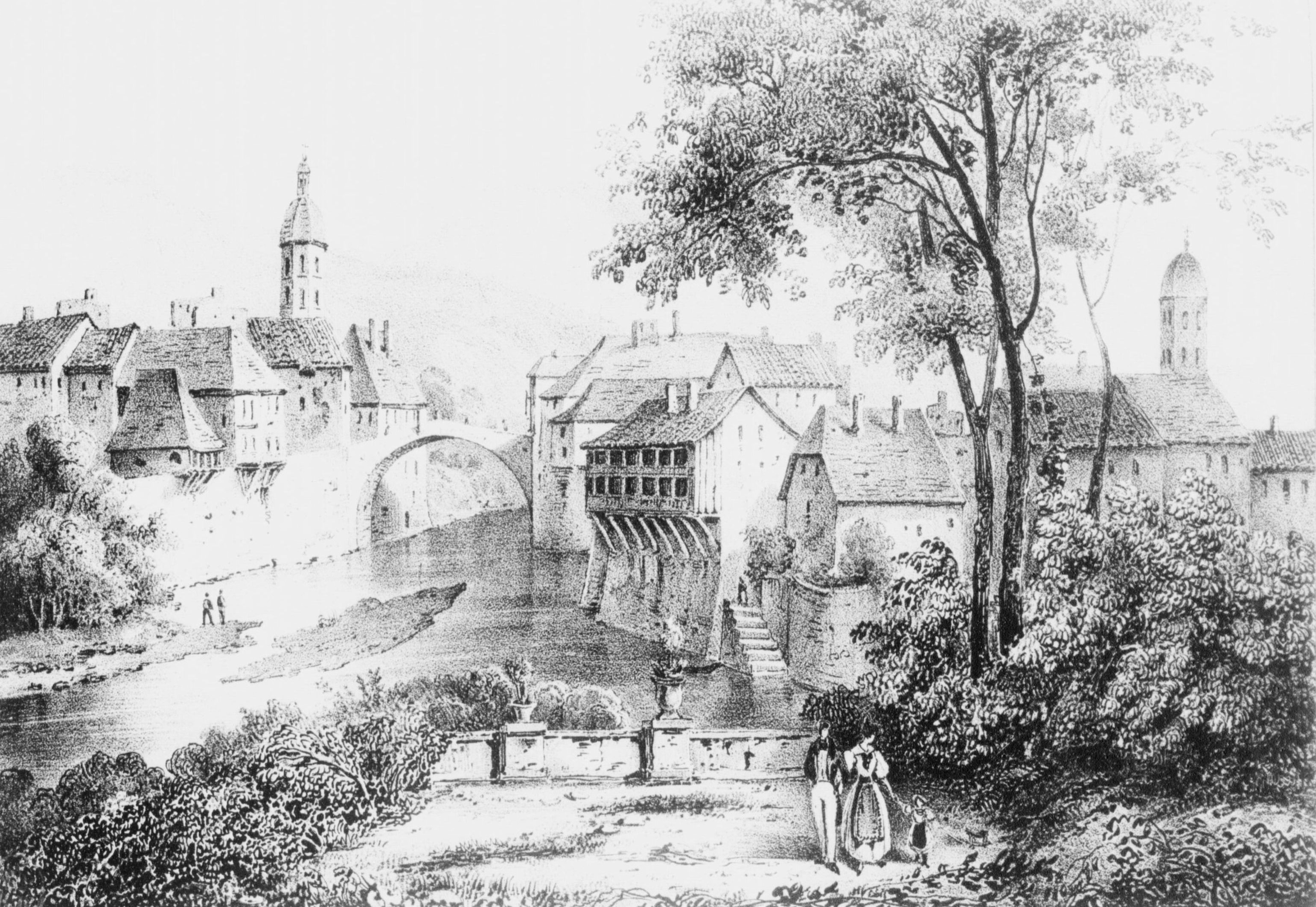
Le pont en 1835
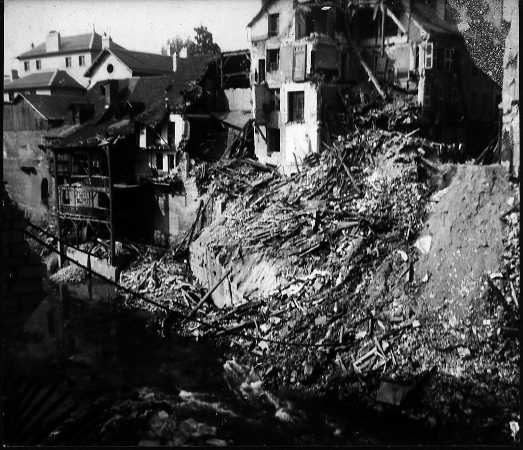
Le pont démoli en 1940.
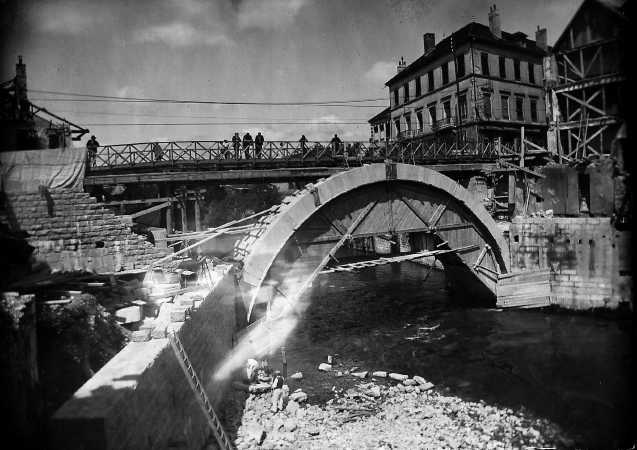
Reconstruction en 1945.

## Projet de fusion des deux communes
Le projet de fusion est relativement ancien. En 2014, les maires des deux communes, Raymond Ferraud, maire DVG de la cité savoyarde, et Michel Serrano, maire DVD de la cité dauphinoise, communiquent à la presse le 29 septembre 2014 leur volonté d'avancer dans le projet.
En 2016, une manifestation est organisée par un collectif d'habitants, ceux-ci soutenant la fusion des deux communautés de communes auxquelles les deux cités sont adhérentes afin de créer une communauté interdépartementale.
Au 1er avril 2018, aucune décision n'a encore été prise officiellement quant à un rapprochement entre ces deux communes.
Le 3 juin 2023, la commune signe le dispositif « Petite Ville de Demain », porté par l'État ; les deux communes travaillent alors pour transformer leur cœur de ville commun et améliorer la qualité de vie des habitants.